# Férfi kajak kettes 500 méter az 1992. évi nyári olimpiai játékokon
Az 1992. évi nyári olimpiai játékokon a kajak-kenu férfi kajak kettes 500 méteres versenyszámát augusztus 3. és 7. között rendezték Castelldefels-ben.

## Versenynaptár
| Dátum                      | Forduló  |
| -------------------------- | -------- |
| 1992. augusztus 3., hétfő  | Előfutam |
| 1992. augusztus 3., hétfő  | Vigaszág |
| 1992. augusztus 5., szerda | Elődöntő |
| 1992. augusztus 7., péntek | Döntő    |

## Eredmények
Az időeredmények másodpercben értendők. A rövidítések jelentése a következő:
- Q: továbbjutás helyezés alapján
- q: továbbjutás időeredmény alapján
- R: vigaszágon folytathatta

### Előfutamok
Az előfutamokból az első két helyezett automatikusan az elődöntőbe jutott, a többiek a vigaszágra kerültek.
| Helyezés | Név                                                        | Nemzet                        | Idő      | Mj       |
| 1. futam | 1. futam                                                   | 1. futam                      | 1. futam | 1. futam |
| -------- | ---------------------------------------------------------- | ----------------------------- | -------- | -------- |
| 1.       | Maciej Freimut Wojciech Kurpiewski                         | Lengyelország (POL)           | 1:34,76  | Q        |
| 2.       | Antonio Rossi Bruno Dreossi                                | Olaszország (ITA)             | 1:35,04  | Q        |
| 3.       | Jesper Møllegaard Staal Thor Nielsen                       | Dánia (DEN)                   | 1:37,85  | R        |
| 4.       | Jan-Dirk Nijkamp Marcus Weijzen                            | Hollandia (NED)               | 1:40,58  | R        |
| 5.       | Juan Labrin Fernando Chaparro                              | Argentína (ARG)               | 1:41,77  | R        |
| 6.       | Csipes Ferenc Gyulay Zsolt                                 | Magyarország (HUN)            | 1:41,85  | R        |
| 7.       | Alvaro Koslowski Jefferson Lacerda                         | Brazília (BRA)                | 1:43,23  | R        |
| 8.       | Olivier Lasak Philippe Aubertin                            | Franciaország (FRA)           | 1:49,42  | R        |
| 2. futam |                                                            |                               |          |          |
| 1.       | Kay Bluhm Torsten Gutsche                                  | Németország (GER)             | 1:33,95  | Q        |
| 2.       | Mikko Kolehmainen Olli Kolehmainen                         | Finnország (FIN)              | 1:35,75  | Q        |
| 3.       | Karl Sundqvist Gunnar Olsson                               | Svédország (SWE)              | 1:35,84  | R        |
| 4.       | Danny Collins Andrew Trim                                  | Ausztrália (AUS)              | 1:36,07  | R        |
| 5.       | Ian Ferguson Paul MacDonald                                | Új-Zéland (NZL)               | 1:36,43  | R        |
| 6.       | José Antonio Silva Joaquim Queiróz                         | Portugália (POR)              | 1:37,73  | R        |
| 7.       | Antoon De Brauwer Bart Stalmans                            | Belgium (BEL)                 | 1:41,84  | R        |
| 8.       | Luk Kwok Sun Chung Chi Lok                                 | Hongkong (HKG)                | 1:54,10  | R        |
| 3. futam |                                                            |                               |          |          |
| 1.       | Michael Harbold Peter Newton                               | Egyesült Államok (USA)        | 1:32,42  | Q        |
| 2.       | Romică Şerban Magyar Géza                                  | Románia (ROU)                 | 1:32,60  | Q        |
| 3.       | Juraj Kadnár Róbert Erban                                  | Csehszlovákia (TCH)           | 1:33,45  | R        |
| 4.       | Peter Ribe Thomas Roander                                  | Norvégia (NOR)                | 1:33,84  | R        |
| 5.       | Ivan Lawler Grayson Bourne                                 | Nagy-Britannia (GBR)          | 1:36,00  | R        |
| 6.       | Alan Carey Conor Holmes                                    | Írország (IRL)                | 1:41,51  | R        |
| 7.       | Csu Dzsonggvan (Ju Jong-Gwan) Pak Kidzsong (Park Gi-Jeong) | Dél-Korea (KOR)               | 1:45,73  | R        |
| 8.       | Koutoua Abia Drissa Traouré                                | Elefántcsontpart (CIV)        | 1:46,95  | R        |
| 4. futam |                                                            |                               |          |          |
| 1.       | Szjarhej Kalesznyik Anatolij Tyiscsenko                    | Egyesített Csapat (EUN)       | 1:31,57  | Q        |
| 2.       | Juan José Román Juan Sánchez                               | Spanyolország (ESP)           | 1:33,61  | Q        |
| 3.       | Kenneth Padvaiskas Jason Rusu                              | Kanada (CAN)                  | 1:34,33  | R        |
| 4.       | Herman Kotze Bennie Reynders                               | Dél-afrikai Köztársaság (RSA) | 1:37,44  | R        |
| 5.       | Milko Kazanov Petar Godev                                  | Bulgária (BUL)                | 1:39,36  | R        |
| 6.       | Abdul Razak Abdul Karim                                    | Indonézia (INA)               | 1:43,81  | R        |

### Vigaszág
A vigaszág futamaiból az első három helyezett, valamint a legjobb időt elérő negyedik helyezett jutott az elődöntőbe.
| Helyezés | Név                                                        | Nemzet                        | Idő      | Mj       |
| 1. futam | 1. futam                                                   | 1. futam                      | 1. futam | 1. futam |
| -------- | ---------------------------------------------------------- | ----------------------------- | -------- | -------- |
| 1.       | Jesper Møllegaard Staal Thor Nielsen                       | Dánia (DEN)                   | 1:31,22  | Q        |
| 2.       | Csipes Ferenc Gyulay Zsolt                                 | Magyarország (HUN)            | 1:31,27  | Q        |
| 3.       | Kenneth Padvaiskas Jason Rusu                              | Kanada (CAN)                  | 1:32,11  | Q        |
| 4.       | Ian Ferguson Paul MacDonald                                | Új-Zéland (NZL)               | 1:32,28  | q        |
| 5.       | Peter Ribe Thomas Roander                                  | Norvégia (NOR)                | 1:33,67  |          |
| 6.       | Abdul Razak Abdul Karim                                    | Indonézia (INA)               | 1:41,23  |          |
| 7.       | Csu Dzsonggvan (Ju Jong-Gwan) Pak Kidzsong (Park Gi-Jeong) | Dél-Korea (KOR)               | 1:43,54  |          |
| 8.       | Luk Kwok Sun Chung Chi Lok                                 | Hongkong (HKG)                | 1:48,20  |          |
| 2. futam |                                                            |                               |          |          |
| 1.       | Karl Sundqvist Gunnar Olsson                               | Svédország (SWE)              | 1:31,12  | Q        |
| 2.       | José Antonio Silva Joaquim Queiróz                         | Portugália (POR)              | 1:33,57  | Q        |
| 3.       | Ivan Lawler Grayson Bourne                                 | Nagy-Britannia (GBR)          | 1:33,96  | Q        |
| 4.       | Jan-Dirk Nijkamp Marcus Weijzen                            | Hollandia (NED)               | 1:36,00  |          |
| 5.       | Herman Kotze Bennie Reynders                               | Dél-afrikai Köztársaság (RSA) | 1:36,50  |          |
| 6.       | Alvaro Koslowski Jefferson Lacerda                         | Brazília (BRA)                | 1:37,15  |          |
| 7.       | Koutoua Abia Drissa Traouré                                | Elefántcsontpart (CIV)        | 1:47,72  |          |
| 3. futam |                                                            |                               |          |          |
| 1.       | Juraj Kadnár Róbert Erban                                  | Csehszlovákia (TCH)           | 1:32,14  | Q        |
| 2.       | Danny Collins Andrew Trim                                  | Ausztrália (AUS)              | 1:32,47  | Q        |
| 3.       | Olivier Lasak Philippe Aubertin                            | Franciaország (FRA)           | 1:32,51  | Q        |
| 4.       | Milko Kazanov Petar Godev                                  | Bulgária (BUL)                | 1:33,42  |          |
| 5.       | Antoon De Brauwer Bart Stalmans                            | Belgium (BEL)                 | 1:33,51  |          |
| 6.       | Alan Carey Conor Holmes                                    | Írország (IRL)                | 1:37,37  |          |
| 7.       | Juan Labrin Fernando Chaparro                              | Argentína (ARG)               | 1:37,70  |          |

### Elődöntő
Az elődöntő futamaiból az első négy helyezett, valamint a legjobb időt elérő ötödik helyezett jutott a döntőbe.
| Helyezés | Név                                     | Nemzet                  | Idő      | Mj       |
| 1. futam | 1. futam                                | 1. futam                | 1. futam | 1. futam |
| -------- | --------------------------------------- | ----------------------- | -------- | -------- |
| 1.       | Antonio Rossi Bruno Dreossi             | Olaszország (ITA)       | 1:29,26  | Q        |
| 2.       | Szjarhej Kalesznyik Anatolij Tyiscsenko | Egyesített Csapat (EUN) | 1:29,43  | Q        |
| 3.       | Karl Sundqvist Gunnar Olsson            | Svédország (SWE)        | 1:29,76  | Q        |
| 4.       | Michael Harbold Peter Newton            | Egyesült Államok (USA)  | 1:29,80  | Q        |
| 5.       | Csipes Ferenc Gyulay Zsolt              | Magyarország (HUN)      | 1:29,85  | q        |
| 6.       | Danny Collins Andrew Trim               | Ausztrália (AUS)        | 1:31,99  |          |
| 7.       | Ivan Lawler Grayson Bourne              | Nagy-Britannia (GBR)    | 1:32,38  |          |
| 8.       | Mikko Kolehmainen Olli Kolehmainen      | Finnország (FIN)        | 1:32,57  |          |
| 9.       | Olivier Lasak Philippe Aubertin         | Franciaország (FRA)     | 1:33,20  |          |
| 2. futam |                                         |                         |          |          |
| 1.       | Kay Bluhm Torsten Gutsche               | Németország (GER)       | 1:28,11  | Q        |
| 2.       | Maciej Freimut Wojciech Kurpiewski      | Lengyelország (POL)     | 1:29,66  | Q        |
| 3.       | Jesper Møllegaard Staal Thor Nielsen    | Dánia (DEN)             | 1:30,02  | Q        |
| 4.       | Juan José Román Juan Sánchez            | Spanyolország (ESP)     | 1:30,42  | Q        |
| 5.       | Romică Şerban Magyar Géza               | Románia (ROU)           | 1:30,83  |          |
| 6.       | Ian Ferguson Paul MacDonald             | Új-Zéland (NZL)         | 1:31,02  |          |
| 7.       | José Antonio Silva Joaquim Queiróz      | Portugália (POR)        | 1:32,33  |          |
| 8.       | Juraj Kadnár Róbert Erban               | Csehszlovákia (TCH)     | 1:32,41  |          |
| 9.       | Kenneth Padvaiskas Jason Rusu           | Kanada (CAN)            | 1:34,06  |          |

### Döntő
| Helyezés | Név                                     | Nemzet                  | Idő     | Mj |
| -------- | --------------------------------------- | ----------------------- | ------- | -- |
| Arany    | Kay Bluhm Torsten Gutsche               | Németország (GER)       | 1:28,27 |    |
| Ezüst    | Maciej Freimut Wojciech Kurpiewski      | Lengyelország (POL)     | 1:29,84 |    |
| Bronz    | Antonio Rossi Bruno Dreossi             | Olaszország (ITA)       | 1:30,00 |    |
| 4.       | Juan José Román Juan Sánchez            | Spanyolország (ESP)     | 1:30,93 |    |
| 5.       | Karl Sundqvist Gunnar Olsson            | Svédország (SWE)        | 1:31,48 |    |
| 6.       | Jesper Møllegaard Staal Thor Nielsen    | Dánia (DEN)             | 1:31,84 |    |
| 7.       | Csipes Ferenc Gyulay Zsolt              | Magyarország (HUN)      | 1:32,34 |    |
| 8.       | Michael Harbold Peter Newton            | Egyesült Államok (USA)  | 1:33,02 |    |
| 9.       | Szjarhej Kalesznyik Anatolij Tyiscsenko | Egyesített Csapat (EUN) | 1:33,76 |    |